# Ольшаники (Городокский район)
Ольшаники — опустевшая деревня в Городокском районе Витебской области Белоруссии.
Находилась в 5 верстах к востоку от современной деревни Гурки.

## История
Деревня отмечена на карте середины XIX века, в Списке населённых мест Витебской губернии 1906 года (стр.91 № 14), на картах РККА 1930-х годов. На топографической карте 1983 года обозначена как урочище, а не деревня.